# Dolichopus sincerus
Dolichopus sincerus är en tvåvingeart som beskrevs av Axel Leonard Melander 1900. Dolichopus sincerus ingår i släktet Dolichopus och familjen styltflugor. Inga underarter finns listade i Catalogue of Life.